# Karair
Karair, gegründet als Karhumäki Airways, war eine finnische Fluggesellschaft mit Sitz in Helsinki, die von 1947 bis 1996 existierte.
Das Unternehmen wurde ab 1962 nach und nach von Finnair übernommen, die im Dezember 1995 vollständige Eigentümerin wurde. Neben Linienflügen im Passagier- und Luftfrachtverkehr lag ab 1963 ein weiterer Schwerpunkt von Karairs Tätigkeit bei Charterflügen, meist zu mediterranen Zielen.

## Geschichte

### 1946 bis 1956: Karhumäki Airways

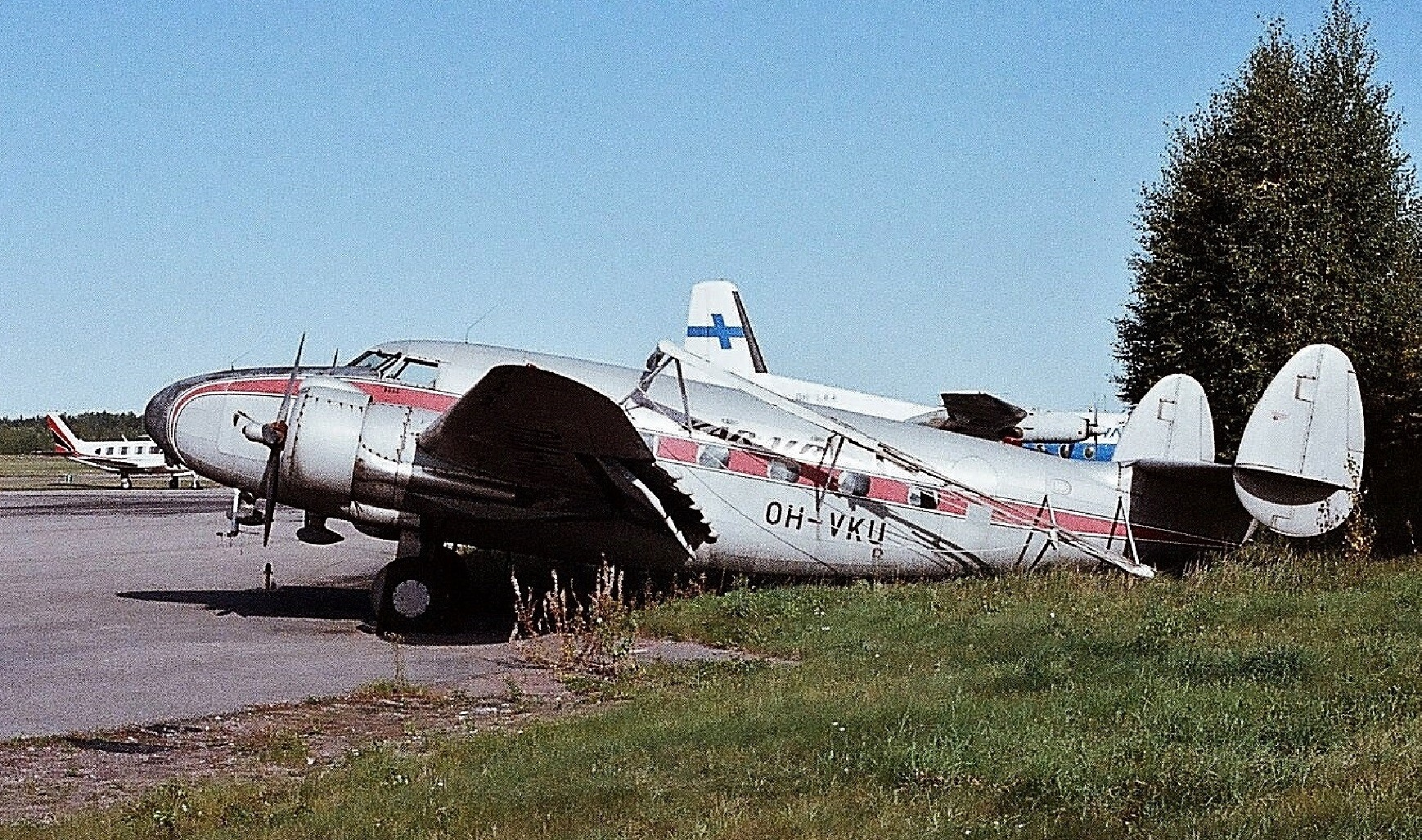
Lockheed Lodestar OH-VKU Kar-Air, Helsinki 1980

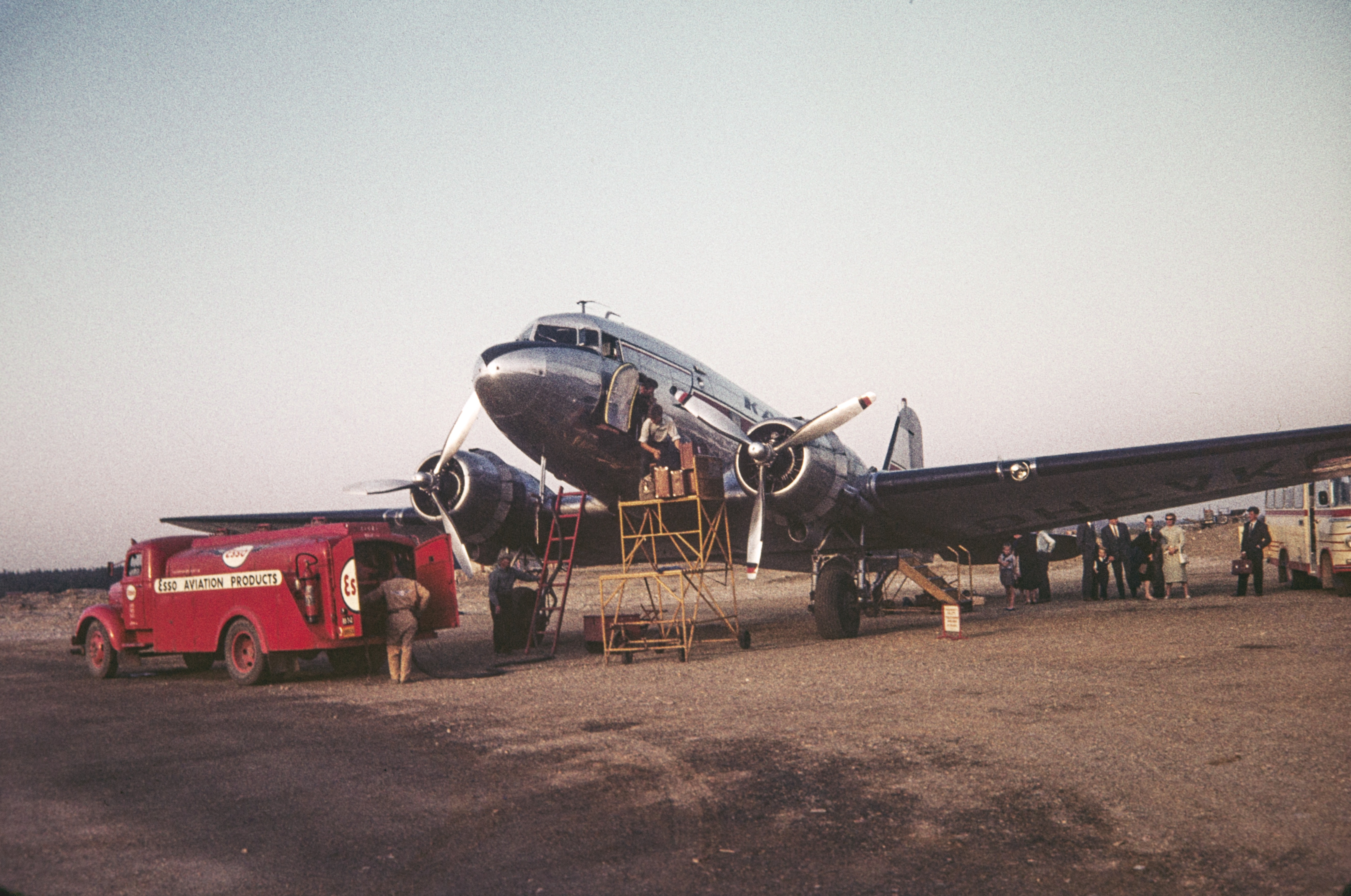
Douglas DC-3 der Kar-Air, Helsinki 1952

Karair war eine finnische Fluggesellschaft, die 1947 als Karhumäki Airways von den Brüdern Nilo und Valto Karhumäki als Tochtergesellschaft ihrer Veljekset Karhumäki Oy gegründet wurde, einer Flugzeugbau- und Wartungsfirma.
Der erste Linienflug fand am 11. Juni 1950 auf der Strecke von Helsinki-Malmi nach Joensuu statt und wurde mit einer De Havilland DH.89 Dragon Rapide durchgeführt, die Platz für 7 Passagiere bot. Die Route erwies sich als so erfolgreich, dass ab dem 26. Juni 1951 zwei größere Lockheed Lodestar mit 12 Passagiersitzen genutzt wurden. Da die Linienverbindungen im Winterhalbjahr eingestellt waren, wurden die beiden Lodestars auf Passagier-Charterflügen unter anderem nach London, Rome, Madrid und sogar nach Ägypten und Israel durchgeführt – beachtliche Flugzeiten mit der Reisegeschwindigkeit von 320 km/h der Lodestar, die auch nicht über eine Druckkabine verfügte. Auch Frachtcharterflüge wurden durchgeführt, z. B. mit frischen Blumen von Nizza über Albenga nach Malmö.
Im Jahr 1952 waren zwei Lodestars im Einsatz (Luftfahrzeugkennzeichen OH-VKO und -VKP). Damit wurden im Jahr 1952 zusätzlich auch die Linien von Helsinki über Tampere nach Stockholm einerseits sowie nach Vaasa und Sundsvall andererseits beflogen.
Im Januar 1953 wurden zwei Douglas DC-3 gekauft, denen im Juni eine dritte Lodestar (OH-VKU) folgte. Im Sommer 1953 wurden mit Lodestars und DC-3 auch Lappeenranta und Turku angeflogen.
Nachdem die ersten beiden Lodestars Anfang 1954 an die schwedische Airtaco verkauft worden waren, verfügte das Unternehmen im Sommer 1954 über drei Douglas DC-3 (OH-VKA bis -VKC) und die verbliebene Lodestar. Diese wurde 1955 für geologische Explorationsflüge umgerüstet; sie blieb für diesen Zweck bis 1972 im Einsatz, wurde dann stillgelegt und im August 1981 an das Finnische Luftfahrtmuseum in Helsinki-Vantaa übergeben.

### 1957 bis 1979: Kar-Air

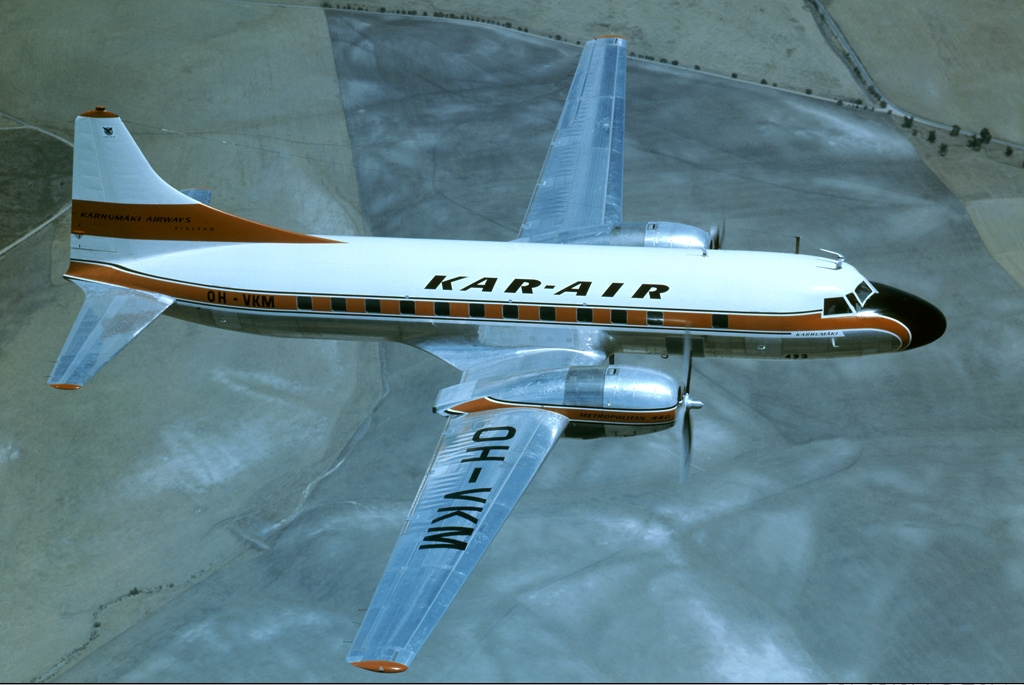
Fabrikneue Convair CV-440 OH-VKM der Kar-Air, Kalifornien 1957

Im Sommer 1958 kamen zwei fabrikneu gelieferte Convair CV-440 Metropolitan (OH-VKM, -VKN) für Linienflüge innerhalb Finnlands und nach Stockholm sowie Charterflüge nach Südeuropa zum Einsatz.
Im Jahr 1956 wurde die Fluggesellschaft als Kar-Air OY umstrukturiert und nahm im Januar 1957 unter dem neuen Namen den Flugbetrieb auf. Eine Douglas DC-6 wurde für Charterflüge zu Ferienzielen in Südeuropa eingesetzt. Im März 1960 wurde von Alitalia eine vierte Douglas DC-3 erworben (OH-VKD).
Darüber hinaus wurde im Mai 1961 eine Douglas DC-6 (SE-BDX) als Passagierflugzeug für die neu gegründete schwedische Tochtergesellschaft Kar-Air AB übernommen. Es war für Charterflüge nach Südeuropa und bis in die USA vorgesehen. 
Im Jahr 1962 erwarb Aero O/Y (die spätere Finnair) einen Anteil von 29 Prozent an Kar-Air, der in den folgenden Jahren auf 51 Prozent aufgestockt wurde, da Kar-Air in finanzielle Schwierigkeiten geraten war, als ihre beiden Metropolitans 1963 bei harten Landungen in Helsinki beschädigt wurden und 1963 für einige Zeit aus dem Verkehr gezogen werden mussten. Anschließend wurde die CV-440 OH-VKM im März 1964 als an Finnair vermietet und 1973 verkauft, die OH-VKN im Dezember 1964 als OH-LRH direkt an Finnair verkauft.

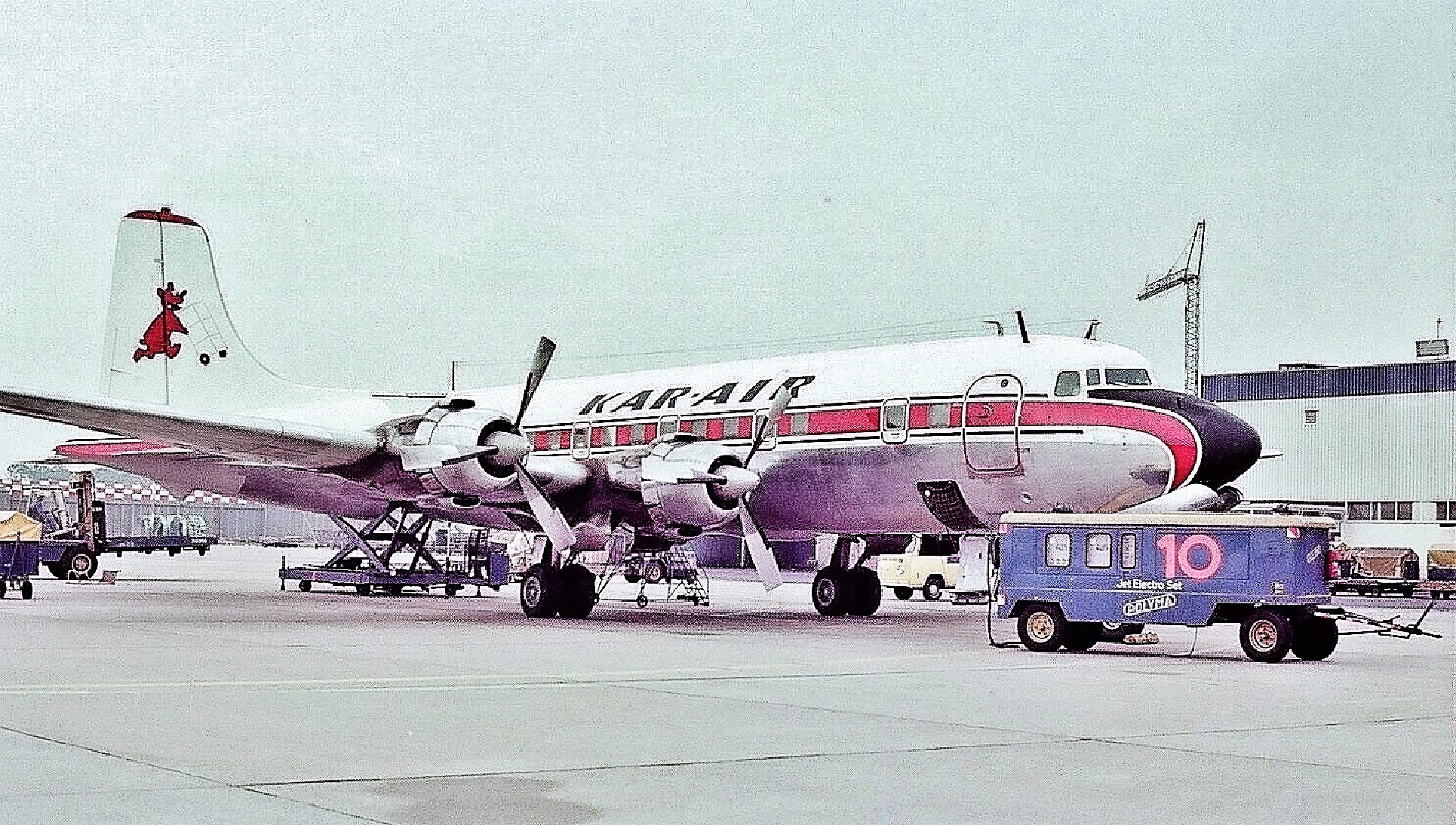
Douglas DC-6B der Kar-Air, mit offenem Schwenkleitwerk, Düsseldorf 1976

Nach dem Eigentümerwechsel schloss Kar-Air mehrere Kooperationsverträge mit Aero O/Y ab, wobei hauptsächlich der Linienverkehr aufgegeben wurde und man sich auf Charterflüge konzentrierte. Der neue Mehrheitseigentümer Finnair verlangte von Kar-Air, die Inlandsflüge einzustellen und stattdessen nur noch Charterflüge (vor allem in die Feriengebiete am Mittelmeer) durchzuführen. Zu diesem Zweck übergab Aero O/Y zwei ihrer eigenen DC-6, die Kar-Air von 1964 und 1968 auch für insgesamt sieben Flüge rund um die Welt mit zahlreichen Zwischenlandungen einsetzte. Von 1964 bis 1972 betrieb Kar-Air daher außer der eigenen DC-6B (OH-KDC, ex SE-BDX) auch die im Besitz von Finnair stehenden OH-KDA und OH-KDB. Im Juni 1969 begann mit dem Verkauf der DC-3 OH-VKD an die norwegische Mey-Air die Ausflottung dieses Typs, im Februar 1970 gefolgt von der OH-VKA an die ebenfalls norwegische Nor-Fly. Während die DC-3 OH-VKC im August 1971 stillgelegt und aus dem Luftfahrzeugregister gestrichen wurde, blieb die OH-VKB für geologische Explorationsflüge weiterhin im Einsatz, bis sie erst im April 1987 stillgelegt wurde und seither im Finnischen Luftfahrtmuseum in Helsinki-Vantaa ausgestellt ist.

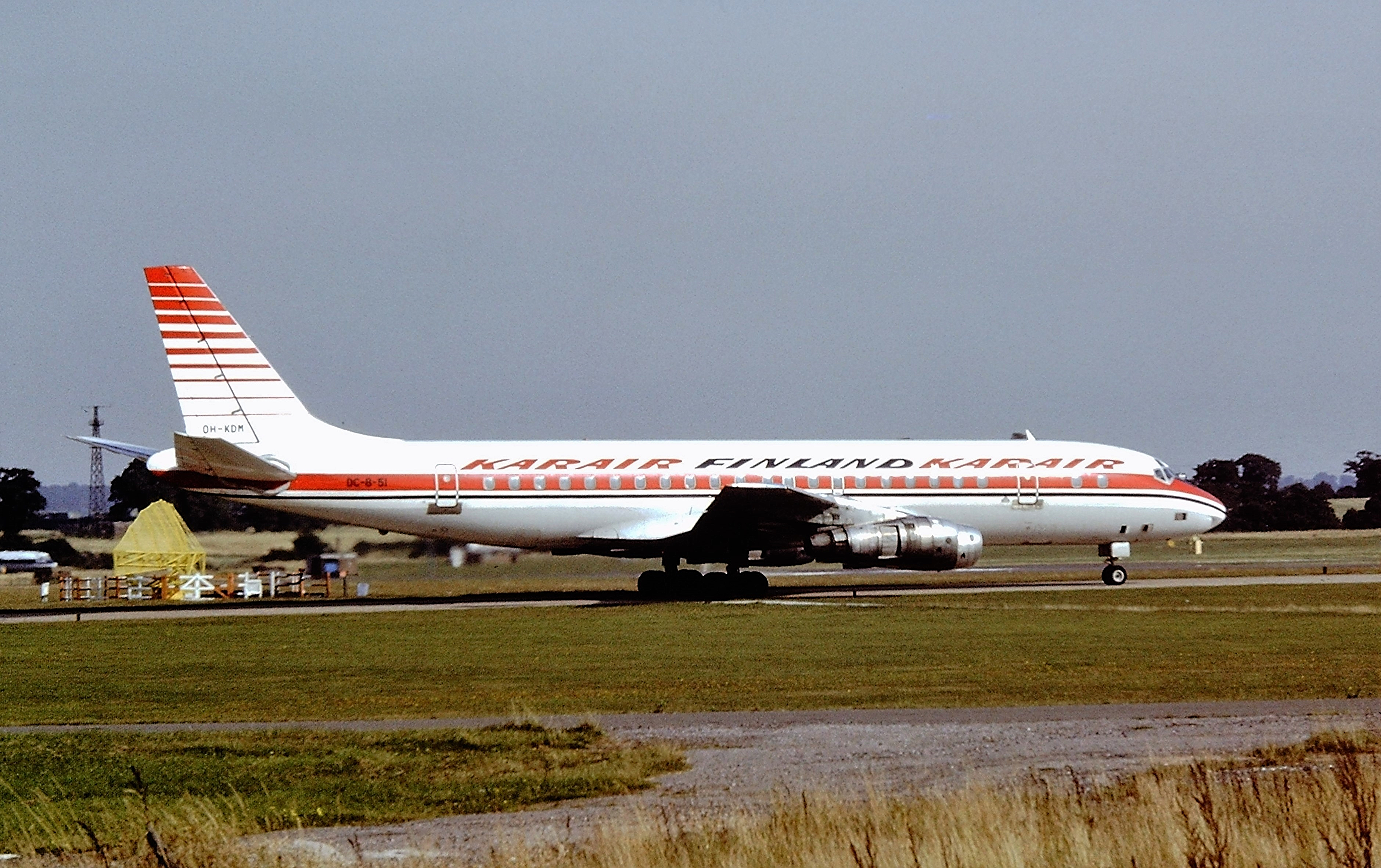
Douglas DC-8-51 der Kar-Air, Birmingham 1979

Der Flugzeugtyp Douglas DC-6 blieb bis 1972 die tragende Säule der Kar-Air-Flotte. Die DC-6 OH-KDA wurde Anfang 1968 mit einem Schwenkheck („swing tail“) für Frachttransportzwecke umgerüstet, eines von nur zwei Exemplaren dieser aufwändig umgebauten Variante der DC-6. Mit dieser Modifikation konnten in die DC-6 Frachtstücke mit einer Länge bis zu 18,50 Metern verladen werden. Sie wurde von der Fluggesellschaft hauptsächlich auf Frachtflügen für Finnair nach Großbritannien und zu anderen europäischen Zielen wie Düsseldorf eingesetzt, bis 1980 die Frachtflüge von Finnair selbst (wie Aero O/Y inzwischen hieß) übernommen wurden. Im Biafra-Krieg 1968 wurde das Flugzeug im Auftrag des Finnischen Roten Kreuzes auf 47 Hilfsflügen eingesetzt. 
In den frühen 1970er Jahren neigte sich die Zeit für Flugzeuge mit Kolbenmotoren im Passagierverkehr dem Ende zu, und Kar-Air verkaufte zwischen 1971 und 1972 ihre beiden anderen DC-6B (OH-KDB und -KDC).
Mit der Einführung der Douglas DC-8 hielt bei Kar-Air das Jet-Zeitalter Einzug. Im Jahr 1972 erwarb die Gesellschaft ein mit 189 Sitzen ausgerüsteten Strahlflugzeug, die elf Jahre alte  Douglas DC-8-51 OH-KDM, um die DC-6-Flotte zu ersetzen.
Aufgrund der verschärften Lärmschutzbestimmungen und steigender Treibstoffpreise landete OH-KDM 1985 in Belgien zum Abwracken, und daher wurde von Finnair die DC-8-62 OH-LFZ geleast, die bis 1987 Charterflüge übernahm.

### 1980 bis 1989: Karair

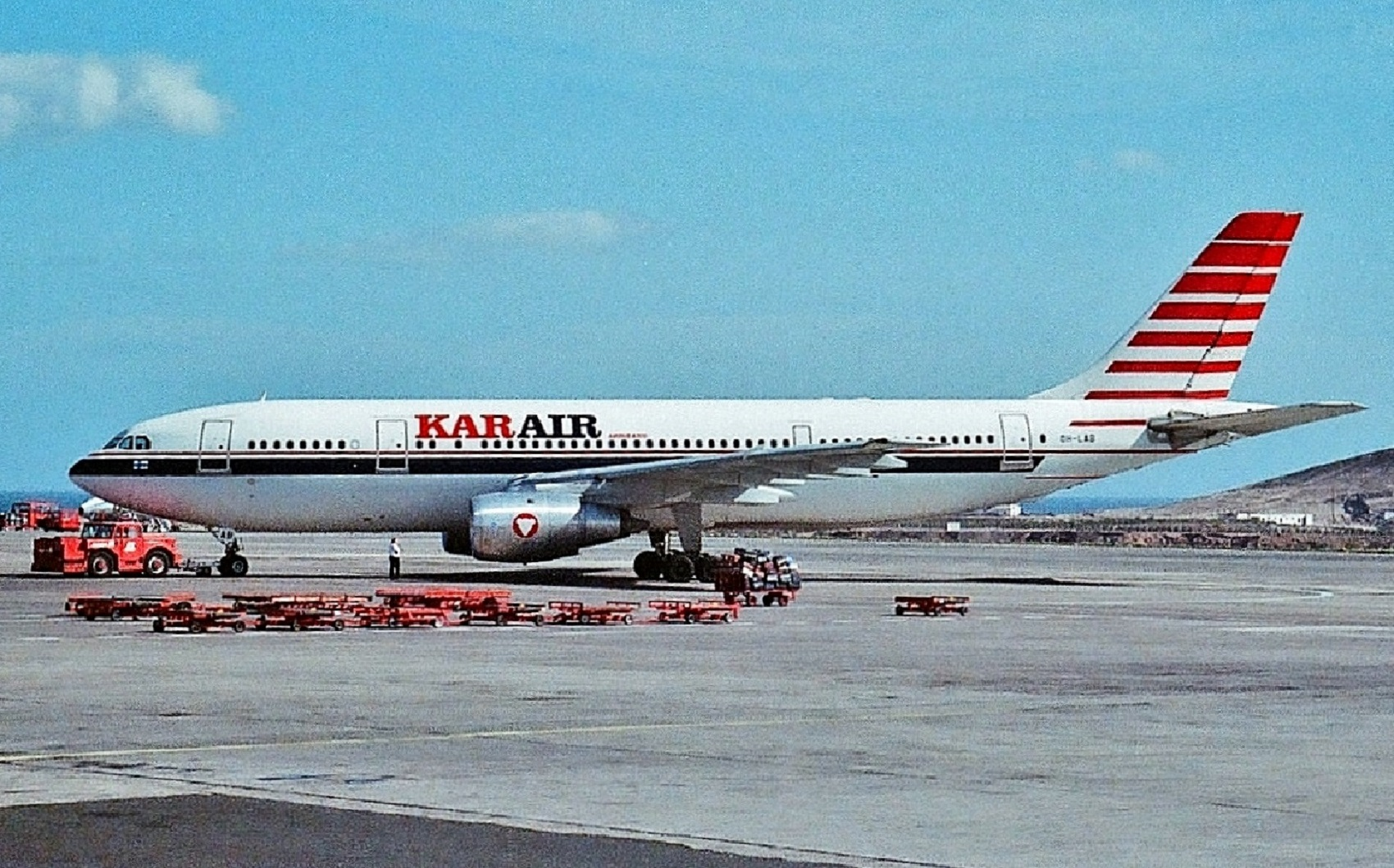
Airbus A300 der Kar-Air, Las Palmas 1989

Am 3. November 1980 erhielt das Unternehmen erneut einen anderen Namen und hieß fortan Karair, auch KarAir geschrieben. In den folgenden Jahren reduzierte Karair ihre Flotte, weil für Ende Oktober 1980 die Charterverträge mit Finnair gekündigt worden waren. Danach wurde die Zusammenarbeit mit Finnair reduziert, und die Auslastung des Flugzeugs ging auf ein Minimum zurück.
Für geologische und geomagnetische Explorationsflüge setzte Kar-Air auch eine Airspeed Oxford ein (OH-VKR, 1951–1952). Danach wurde eine Lockheed L-18 Lodestar genutzt, OH-VKU (1953–1972), später eine de Havilland Canada DHC-6 Twin Otter OH-KOA (ab 1972). Danach wurden solche Flüge mit der DC-3 OH-VKB (1973–1979) und schließlich mit der DHC-6 Twin Otter OH-KOG (1980–1996) durchgeführt, die noch bis Ende 2009 in Finnland weiterflog. 
Nach der Übernahme durch Finnair Oy im Jahr 1986 erhielt Karair zwei fabrikneue Großraumflugzeuge des Typs Airbus A300B4-203FF (OH-LAA und OH-LAB), die wiederum von Finnair geleast und auf Feriencharterflügen eingesetzt wurden. Ab Dezember 1986 flog Karair auch damit Charterflüge nach Südeuropa bis 1992, als die Airbusse wieder in die Flotte von Finnair zurückverlegt wurden.

### 1989 bis 1996: Nur noch Kurzstrecken

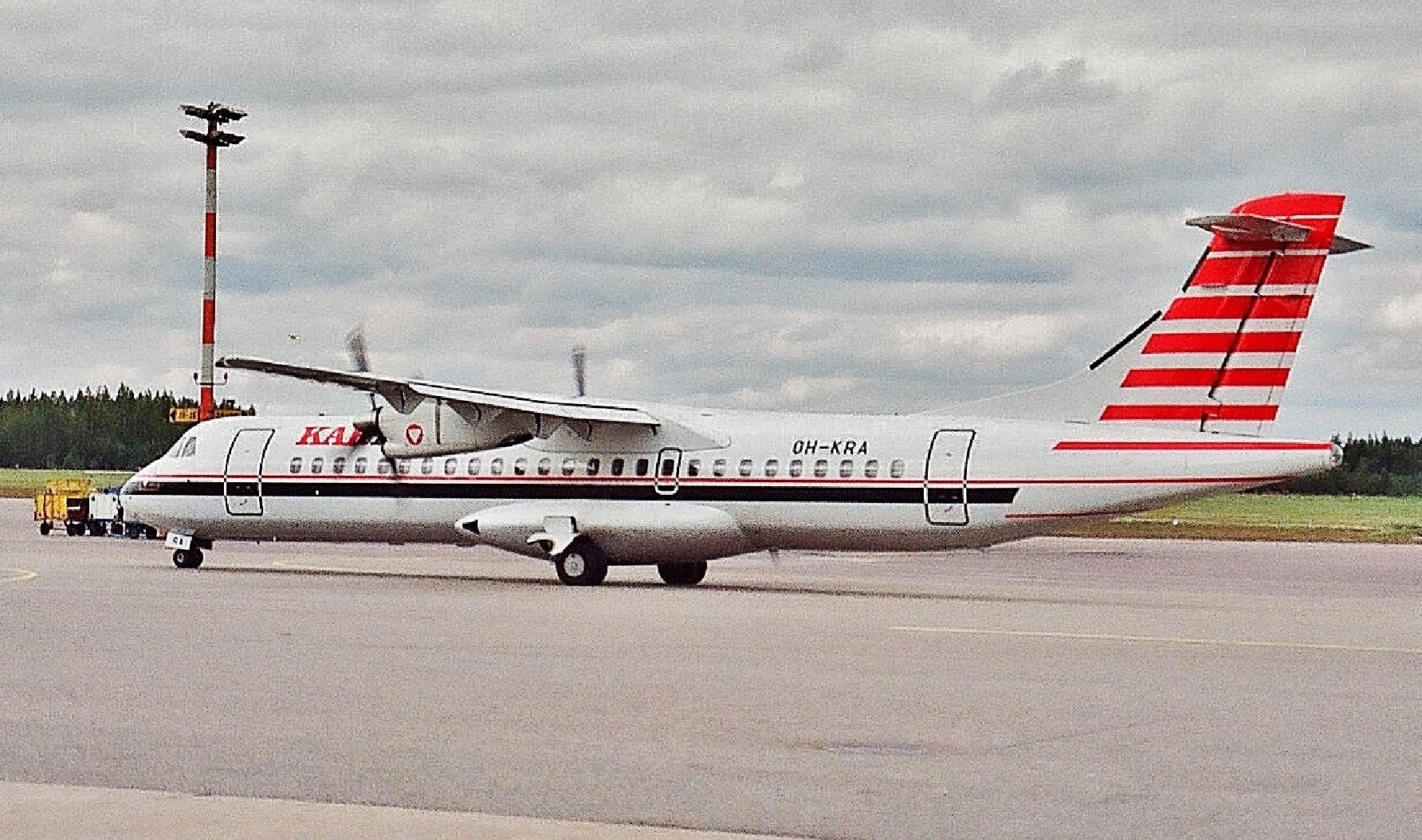
ATR 72 der Kar-Air, Helsinki 1990

Die Pläne von Finnair mit Karair änderten sich ab 1989, als das erste von sechs neuen Kurzstrecken-Turbopropflugzeugen des Typs ATR 72 für den Linienverkehr in Finnland in die Flotte aufgenommen wurde. Die A300 wiederum verließen sie im darauffolgenden Jahr. Von da an wurden inländische Passagierlinienflüge im Auftrag von Finnair durchgeführt.
Im Jahr 1990 erwarb Finnair weitere Anteile, um insgesamt 90 Prozent der Karair-Anteile zu halten, die 1993 weiter auf 97,6 Prozent aufgestockt wurden. In dieser Zeit kam es aufgrund der Rezession Anfang der 1990er Jahre zu finanziellen Problemen, die dazu führten, dass Finnair im Dezember 1995 die vollständige Übernahme von Karair ankündigte. In der Folge wurden die Karair-Flotte und der Betrieb der Fluggesellschaft mit Finnair zusammengelegt, was im September 1996 abgeschlossen wurde.
Die ATRs wurden in Finnair-Farben lackiert. Zur gleichen Zeit wurde die Twin Otter OH-KOG für den Betrieb an Malmilento Oy überstellt.

## Flugziele
Im Juni 1951 wurde der Linienflugverkehr zwischen Helsinki und Joensuu, Jyväskylä, Vaasa und Sundsvall aufgenommen. Nachdem man zunächst Inlandsstrecken mit einer Flotte von vier Douglas DC-3 und zwei Convair CV-440 Metropolitan bediente, fand 1951 der erste internationale Flug (nach Stockholm) statt, dem Ferienflüge nach Málaga folgten.
Am 8. April 1961 wurde mit Convair CV-440 die Strecke Helsinki – Göteborg – Luxembourg – Barcelona – Malaga im Linienverkehr eröffnet. Die Reisezeit betrug elf Stunden. Im Winter 1962 wurde die Route, nunmehr mit DC-6, bis Teneriffa verlängert, eine Gesamtstrecke von 5450 Kilometern – die längste damalige Linienstrecke innerhalb der europäischen Staaten.
Die DHC-6 Twin Otter OH-KOA wurde auch für Passagierflüge zwischen Oulu und Kuusamo in den Jahren 1972–1973 eingesetzt, bis sie am 5. Februar 1973 bei einer Notlandung in Pudasjärvi zerstört wurde. Danach wurde diese Strecke mit einer DC-3 (OH-VKB) beflogen und schließlich auf Finnair übertragen.

## Flotte

### Flotte bei Betriebseinstellung
Bei der vollständigen Übernahme durch Finnair im Jahr bestand die Flotte der Karair aus:
- 6 ATR 72
- 1 de Havilland Canada DHC-6 Twin Otter.

### Zuvor eingesetzte Flugzeuge
Vorher setzte Karair auch folgende Flugzeugtypen ein:
- Airbus A300B4
- Cessna 188
- Convair CV-440
- De Havilland DH.89 Dragon Rapide
- Douglas DC-3
- Douglas DC-6B
- Douglas DC-6B-ST Swing tail
- Douglas DC-8-51
- Douglas DC-8-62
- Lockheed Lodestar
- Piper PA-18 Super Cub
- Piper PA-25 Pawnee

## Basisdaten
Im Jahr 1961 beförderte das Unternehmen 129.474 Passagiere, beschäftigte rund 250 Mitarbeiter und hatte insgesamt 301 Sitzplätze in seinen acht Flugzeugen.

## Zwischenfälle

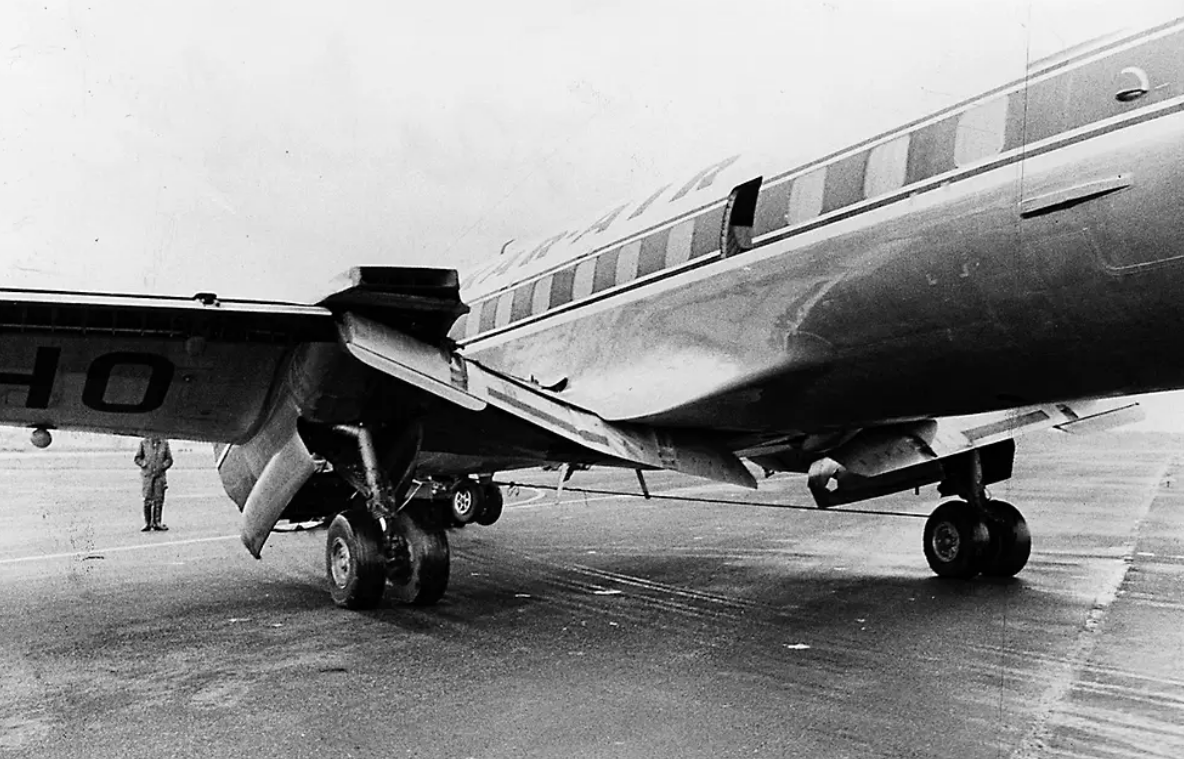
Die am 21. August 1963 in Helsinki beschädigte Convair CV-440 OH-VKN

Von 1947 bis zur Betriebseinstellung 1996 kam es bei Kar-Air im Jahr 1973 zu einem Totalschaden eines Flugzeugs. 
- Am 21. August 1963 wurde eine Convair CV-440-98 Metropolitan (Luftfahrzeugkennzeichen OH-VKN) bei der Landung in Helsinki beschädigt. Das Flugzeug prallte dreimal auf der Landebahn auf. Beim letzten Aufprall brach das Bugfahrwerk, die linke Tragfläche. Die Nase des Flugzeugs tauchte ab, die Propeller berührten den Boden, und schließlich wurde die Maschine auf das Gras links von der Landebahn geschleift. Die Versicherungsgesellschaft beschloss letztendlich, das Flugzeug zu reparieren; es wurde Januar 1967 wieder in Betrieb genommen und bis 1978 genutzt.[25]

- Am 5. Februar 1973 kam es zu einem Unfall einer de Havilland Canada DHC-6-200 Twin Otter der Karair (OH-KOA) bei Pudasjärvi (Finnland). Bei der auf dem Flughafen Oulu gestarteten Maschine kam es auf dem Weg nach Kuusamo zu einem plötzlichen Ausfall des Triebwerks Nr. 2 (rechts). Aufgrund der im Sinkflug angetroffenen schweren Vereisungsbedingungen war es mit nur einem Triebwerk nicht möglich, die Höhe zu halten. Während der Kapitän versuchte, einen Landeplatz zu finden und Schwierigkeiten hatte, das Flugzeug zu steuern, prallte das Flugzeug in einem sumpfigen, waldarmen Gebiet 5 km nördlich von Iinattijarvi (90 Kilometer nordöstlich vom Startflughafen) gegen Bäume und schlug auf dem Boden auf. Alle 18 Insassen, drei Besatzungsmitglieder und 15 Passagiere, überlebten den Totalschaden.[26]